# Sacra Famiglia con l'agnello
La Sacra Famiglia con l'agnello è un dipinto a olio su tavola (29x21 cm) di Raffaello Sanzio, firmata (RAPHAEL URBINAS ) e datata 1507 circa e conservato nel Museo del Prado a Madrid.

## Storia
L'opera si trovava nella collezione Falconieri a Roma, da dove passò, probabilmente nel Settecento, all'Escorial, per poi confluire al Prado con le collezioni reali, nel 1837.
Ne resta un disegno preparatorio all'Ashmolean Museum di Oxford. L'opera ebbe un discreto successo, testimoniato da numerose copie antiche.

## Descrizione e stile
In un incantato paesaggio campestre, punteggiato da colline digradanti, alberelli e segni della presenza umana, la Sacra Famiglia è organizzata in una composizione piramidale di traverso, col Bambino su un agnellino in basso a sinistra, Maria che fa per prenderlo abbassandosi e Giuseppe in piedi dietro di lei, mentre si regge, pure piegato, al bastone.
L'agnello è un simbolo del sacrificio di Cristo, presente anche in altre opere simili, come la Sant'Anna, la Vergine e il Bambino con l'agnellino di Leonardo da Vinci. A Leonardo rimandano dopotutto alcuni particolari, come l'articolazione della composizione o le specie botaniche in primo piano, al suolo. Dal maestro di Vinci Raffaello si discosta però imprimendo un maggior dinamismo, una naturalità più evidente di gesti, sguardi e attitudini e una diversa preferenza verso i colori ricchi e brillanti, spalmati in campiture chiaroscurate con profondità che danno un respiro plastico e monumentale ai soggetti.